# Poropuntius huguenini
Poropuntius huguenini är en fiskart som först beskrevs av Bleeker, 1853.  Poropuntius huguenini ingår i släktet Poropuntius och familjen karpfiskar. Inga underarter finns listade i Catalogue of Life.